# بشرف
البشرف (Peşrev) هو شكل من أشكال التآليف الموسيقية يكون مبنيا على إيقاع 4/4 يتكون عادة من أربع حركات (خانات) وتسليم وجميعها مبنية على نفس الإيقاع.

## الأصل
البشرف قطعة تركيّة والكلمة من أصل فارسي معناها الذهاب أمام. اقتبست للدلالة على المقدّمة الموسيقية وقد أرجع الأستاذ زكريا يونس في كتاب له نشأتها إلى أبي نصر الفارابي في القرن العاشر الميلادي. ويعتقد أن هذه القطعة قد بعثت مع بداية الدولة العثمانيّة في تركيا في القرن الرابع عشر الميلادي وترعرعت عند انتقال هذه الدولة إلى إسطنبول وذلك ضمن الموسيقى العسكريّة التي يعزفها المهتر.
انتقل البشرف إلى الموسيقى الوترية في شكل قطعة موسيقية في مقام معيّن على وزن أو أكثر وبدون أي قيد والملاحظ أن جميع الأقطار العربية الشرقية لم يكن بها من المقدمات سوى البشارف التركية.
إذ يرجع اصل تسميته إلى الأتراك الذين يسمونهوا «بشرو» وتحتوي هذه الكلمة على مقطعين هما «بش» ويعني «إلى الامام»

## البشرف في شمال إفريقيا
ونجد في تونس والجزائر نوعاً خاصّاً من البشارف لم يعثر عليها في التراث التركي وقد إتسمت هذه البشارف بطابع خاص تولّد عن نوعيه موسيقى هذين البلدين. وعن نوعيه ما جلبه اللاجئون الأندلسيون. وهناك بشرفاً جزائرياً يدعى العرايسي خاص بمدينة قسنطينة.
وفي تونس حافظ البشرف على قوته العسكرية وقد كان يعزف لدى طبّآلة الباشا. وإلى الآن يسمى الجزء الأخير من البشرف بالحربي.
وقد انتقل البشرف إلى الموسيقى الوتريه في القرن الماضي وقد كان لعازفي الكمان فيه جولات وتصرّف وارتجال قبل الحربي. وقد كان عازفوا الرباب يتحوّلون إلى عزف الكمنجة الغربية عند طرق البشرف. وهناك بشرفاً تونسياً خاصّاً وهو بشرف النواصي وهو يتميّز بالقسم الأول من حربه حيث يعتبر الشاهد الوحيد من الموسيقى العربية والشرقيه الذي لحّن على إيقاع حرّ أي منوّع الأجزاء وهي خاصيّه إستعملها الغربيون في تلاحينهم المعاصرة
ولم يصل البشرف التركي أوجه ألاّ في القرن التاسع عشر حيث ضبطت له القواعد تجعله يتركّب من أربع خانات أو قطع صغيره تتخللها قطعة تسمّى التسليم مع إمكانية تنويع المقامات في الخانات الثانية والثالثة والرابعة.